# Instrucció diferenciada
La instrucció diferenciada o individualització de l'ensenyament és un marc o filosofia de l'ensenyament que implica proporcionar a diferents estudiants diferents vies per a l'aprenentatge (sovint al mateix aula) amb l'objectiu de facilitar la seva adquisició de continguts, processament o construcció de l'aprenentatge. El professor desenvolupa materials educatius i mesures d'avaluació perquè tots els estudiants dins de l'aula puguin aprendre de forma efectiva, independentment de les diferències individuals. Els estudiants varien en cultura, estat socioeconòmic, llengua, gènere, motivació, incapacitat/de capacitat, interessos personals i més, i els professors han de ser conscients d'aquestes diversitats quan planegen el currículum. En considerar necessitats d'aprenentatge divers, els professors poden desenvolupar la instrucció personalitzada de manera que tots els nens a l'aula poden aprendre eficaçment. Les Aules d'aprenentatge diferenciat també han estat descrites com les que responen a la varietat d'alumnes quant a coneixements previs, interessos i perfils d'aprenentatge. És una classe que inclou a tots els estudiants. Per a això, un mestre estableix diferents expectatives per a la realització de tasques per als estudiants sobre la base de les seves necessitats individuals.
La instrucció individualitzada o diferenciada, d'acord amb Carol Ann Tomlinson (citat per Ellis, Aguilón, Greg, i Roca, 2008, p. 32), és el procés de "estar segur d'allò que aprèn un estudiant, com ell o ella ho aprèn, i de com l'estudiant demostra el que ha après, això es relaciona amb els coneixements previs de l'alumne, els seus interessos i manera preferida d'aprenentatge ". Els mestres poden diferenciar-se a través de quatre formes d'ensenyar: 1) a través del contingut, 2) de procés, 3) el producte, i 4) de l'aprenentatge basat en l'alumne individual. La diferenciació es deriva de les creences sobre les diferències entre els alumnes, com aquests aprenen, les preferències d'aprenentatge i interessos individuals (Anderson, 2007). Per tant, la individualització és una manera organitzada i flexible d'ajustar de forma proactiva els mètodes d'ensenyament i aprenentatge per adaptar-se a les necessitats i preferències d'aprenentatge de cada nen i aconseguir el màxim creixement com a aprenent Per entendre com els estudiants aprenen i el que saben, són necessàries la preevaluación i l'avaluació contínua. Això proporciona retroalimentació tant per al professor i l'estudiant, amb l'objectiu últim de millorar l'aprenentatge de l'estudiant La instrucció en el passat era sovint concebuda com una "talla única per a tots". Per contra, la individualització està centrada en l'estudiant; amb un enfocament sobre els instruments adequats d'aprenentatge i avaluació que siguin justs i flexibles, involucrant als estudiants al programa d'estudis de manera significativa.

## Aprenentatge Brain-Based
La individualització es fonamenta en la literatura i la recerca sobre el cervell. L'evidència suggereix que, l'aprenentatge a través de múltiples vies, afavoreix que més "vies d'accés dendríticas" es creen Això es pot aconseguir mitjançant l'ús de diversos sentits (és a dir, vista, oïda, olfacte) o mitjançant la creació de connexions transversals. Quantes més regions del magatzem del cervell hi hagi amb dades sobre un tema, hi haurà més interconnexions i referències creuades de dades de múltiples àrees d'emmagatzematge en resposta a un sol senyal, la qual cosa significa que s'ha après en lloc de memoritzar
Com sosté Wolfe (2001), la informació s'adquireix a través dels cinc sentits: vista, olfacte, gust, tacte i so. Aquesta informació s'emmagatzema temporalment, i el cervell decideix què fer amb les dades adquirides. Quants més d'aquests estímuls s'activin, major serà l'impacte que les dades tenen en el cervell Aquesta informació és pertinent per a la diferenciació, que pot activar múltiples sentits i, per tant, tenen un major impacte en el cervell.
D'altra banda, la teoria de les intel·ligències múltiples d'Howard Gardner va identificar en la Teoria de les Intel·ligències Múltiples vuit tipus d'intel·ligències diferents:. Lingüística, lògic-matemàtica, musical, corporal-kinestésica, espacial, interpersonal, intrapersonal i naturalista Això és important a tenir en compte, ja que veiem que els estudiants posseeixen diferents tipus de ment i, per tant, aprenen, recorden, i entenen de diferents maneres. Sosté que ajudaria als estudiants que els professors poguessin ensenyar de formes diverses i l'aprenentatge fos avaluat a través d'una varietat de mitjans Això podria arribar a més estudiants i a millorar la retenció del contingut. Estenent així aquestes idees d'instrucció efectiva a un nombre més gran d'estudiants i a fomentar el desenvolupament de l'estil d'aprenentatge més personal.

## Pre-Avaluació
Una part important de l'ensenyament diferenciat i l'avaluació és determinar el que els estudiants ja saben per no repetir materials que han dominat, o utilitzar mètodes ineficaços per a ells. L'objectiu de la pre-avaluació és determinar el coneixement, la comprensió i l'habilitat d'un estudiant abans de la unitat d'estudi. Aquestes són avaluacions per a l'aprenentatge, i inclouen diagnòstics o avaluacions prèvies que utilitza el professor per ajudar a guiar la instrucció i en benefici de cada alumne. Són informals i proporcionen retroalimentació qualitativa per a professors i estudiants per fer front a les fortaleses i necessitats durant la unitat. Les avaluacions prèvies han de dur-se a terme diverses setmanes abans de la unitat d'estudi Chapman i Rei (2005) assenyalen que quan "els mestres administren estratègicament les avaluacions prèvies abans de planificar les seves lliçons, poden abordar les fortaleses dels estudiants i què necessitaran durant la instrucció ”. Pre-avaluació pot dur-se a terme de dues maneres:. 1) mitjançant la identificació de les preferències d'interessos d'aprenentatge (és a dir, la prova de Gardner Intel·ligència múltiple, o visuals, auditius o kinestésicos) de l'alumne, i 2) mitjançant la identificació dels coneixements previs dels estudiants (és a dir, llistes de verificació, qüestionaris, anàlisis de classe, portafolios, targetes d'entrada / sortida, guies d'anticipació, revistes, autoreflexions). Aquests dos tipus de pre-avaluació s'utilitzen per dissenyar les tasques dels estudiants, sobretot quan els estudiants poden requerir suport, ampliació de continguts, o tenen diferents estils d'aprenentatge, intel·ligències, o interessos Els professors poden així determinar, localitzar i compilar els recursos apropiats i decidir línies de temps / prioritats per a les properes unitats.
Els objectius de l'ensenyament individualitzat són desenvolupar tasques que desafiïn i millorin l'aprenentatge de cada estudiant. Les activitats instruccionales són flexibles, i basades en el contingut, procés, producte, i ambient d'aprenentatge. Aquest mètode d'ensenyament i l'elecció dels continguts són avalats per les dades dels resultats de l'avaluació dels estudiants. Les avaluacions prèvies poden recopilar informació sobre les fortaleses i febleses de cada estudiant. Això condueix a una diferenciació adequada que s'adapti a les necessitats i preferències d'aprenentatge de cada estudiant. Les avaluacions han de ser utilitzades com una eina per crear una instrucció significativa que guiï a cada estudiant cap a activitats desafiadores però no frustrants.

## Avaluació formativa
La valoració és el procés d'informació creixent d'una varietat de fonts com a assignacions, observacions de professor, discussions de classe, i proves i concursos. L'avaluació per a l'aprenentatge no només inclou les mesures de diagnòstic o d'avaluació prèvia, sinó també l'avaluació formativa i sumativa. Les avaluacions formatives s'utilitzen durant una unitat per comprovar el que l'estudiant està aprenent, guiar les decisions d'instrucció
Les avaluacions formatives s'utilitzen durant una unitat per comprovar el que l'estudiant està aprenent, guiar les decisions d'instrucció L'avaluació com a aprenentatge té lloc quan els estudiants autoevalúan el seu treball i reflexionen sobre el seu aprenentatge Earl (2003) diu que aquest és el procés en la metacognición, i "ocorre quan els estudiants supervisen personalment allò que estan aprenent i utilitzen la retroalimentació. .. Per fer modificacions, adaptacions, i. . . canvis en el que adquireixen” La individualització s'avalua quan s'aplica i demostra el coneixement o practicant habilitats i actituds per supervisar l'assoliment dels objectius. Això podria incloure l'avaluació de parells / un mateix, i conferències o debats de parells / mestres. L'avaluació de l'aprenentatge és la tasca que culmina en l'avaluació sumativa, que es duu a terme després d'haver-se produït l'aprenentatge i els estudiants poden mostrar quins conceptes i / o habilitats que han après La individualització es pot utilitzar aquí a través d'una varietat d'estratègies tals com proves, projectes, demostracions, actuacions d'escriptura, i més.
Totes aquestes avaluacions contínues ajuden al mestre a conèixer als seus estudiants i les seves necessitats perquè puguin seleccionar les estratègies i intervencions que maximitzin el rendiment i siguin eficaços en el procés d'ensenyament i aprenentatge. Els programes consistents en la revisió i diagnòstic de tota la classe i les respostes individuals dels estudiants no només proporcionen retroalimentació contínua per millorar l'ensenyament i l'aprenentatge per als professors, sinó que als estudiants i als pares també. Els mestres utilitzen les avaluacions per reunir informació sobre els coneixements i les capacitats de l'estudiant, per dirigir la planificació futura, per monitorar el progrés de l'estudiant, i per avaluar l'assoliment de l'estudiant. Els estudiants i els pares també poden usar aquestes avaluacions per reflexionar i entendre les seves pròpies preferències d'aprenentatge i nivell d'assoliment.
L'alumnat ha de ser avaluat sobre la base d'un estàndard més que al nivell de treball assignat. Un estudiant que lluita en un tema particular fa que les seves habilitats millorin i li ajudin a aprendre. Poden fer bé el treball que se'ls ha assignat, però no significa que hagin de ser avaluats en el mateix grau pel seu treball.

## Contingut
El contingut de les classes pot ser diferenciat segons el que els estudiants ja coneixen. El contingut més bàsic ha de cobrir els estàndards d'aprenentatge establert. Alguns estudiants d'una classe poden estar completament familiaritzats amb els conceptes d'una lliçó, alguns estudiants poden tenir domini parcial dels continguts - o mostrar idees errònies sobre el contingut, i altres estudiants poden demostrar domini dels continguts abans que comenci la lliçó. El mestre pot diferenciar el contingut mitjançant el disseny d'activitats per a grups d'estudiants que cobreixen diferents àrees de la taxonomia de Bloom. Per exemple, els estudiants que no estan familiaritzats amb els conceptes poden ser necessaris per completar les tasques en els nivells més baixos de la taxonomia de Bloom: el coneixement, la comprensió i aplicació. Als estudiants amb domini parcial se'ls pot demanar completar les tasques a les àrees d'aplicació, anàlisi i avaluació, i als estudiants que tenen alts nivells de domini se'ls pot demanar completar les tasques d'avaluació i síntesi.
Quan els mestres diferencien el contingut, poden adaptar-ho als estudiants per facilitar-los l'accés als coneixements, i destreses (Anderson, 2007). En aquests casos, els educadors no estan variant els objectius de l'estudiant o baixar els estàndards de rendiment dels estudiants. Utilitzen diferents textos, novel·les, contes o en un nivell de lectura apropiat per a cada estudiant individual. Els mestres poden usar grups flexibles i tenen als estudiants assignats a grups als quals els agradaria escoltar audiollibres o accedir a fonts d'Internet específics. Els estudiants podrien tenir diverses opcions com, en parelles, grups o individualment, però tots els estudiants estan treballant cap als mateixos principis i objectius.

### Entenent pel Disseny
Understanding by Design (UBD) és una estratègia educativa que es pot utilitzar per facilitar continguts en una aula d'aprenentatge diferenciat. D'acord amb Carol Ann Tomlinson i Jay McTighe, UBD i Differentiated Instruction (ID) formen una associació essencial. La combinació d'aquestes dues teories de l'educació pot permetre als educadors de forma simultània una "nau potent per al currículum en una era dominada per estàndards i assegurar així l'èxit acadèmic per a l'espectre complet dels alumnes.

## Procés
El procés de com s'aprèn una lliçó pot ser diferenciat a través de l'aprenentatge per als estudiants sobre la base dels seus estils d'aprenentatge, tenint en compte el que cal en els estàndards de rendiment per al nivell. Aquesta etapa de diferenciació permet als estudiants basar-se en el mètode que els resulti més fàcil per adquirir coneixements, així: alguns estudiants prefereixen llegir sobre un tema (o poden requerir la pràctica de la lectura), i uns altres poden preferir escoltar (o requerir la pràctica d'escoltar), o adquirir els coneixements mitjançant la manipulació d'objectes relacionats amb el contingut. La informació pot ser presentada en múltiples formes pel mestre, i pot basar-se en qualsevol dels mètodes o materials disponibles. Molts professors utilitzen àrees d'intel·ligències múltiples per proporcionar oportunitats d'aprenentatge.
El "Com" planeja un mestre el lliurament de la instrucció es basa en els resultats d'avaluació que mostren les necessitats, estils, interessos i nivell de coneixements previs d'aprenentatge. Els agrupaments han de ser flexibles, ja que els grups canvien pel que fa a la necessitat que ha de ser abordada. Independentment de si la diferenciació de l'ensenyament es basa en la preparació prèvia de l'estudiant, interessos o necessitats, el flux dinàmic de l'agrupació i reagrupació és un dels fonaments de l'ensenyament individualitzat. És important per a una aula d'aprenentatge individualitzat permetre que alguns estudiants treballin sols, si aquest és la seva millor modalitat per a una tasca en particular. (Nunley, 2004)
Diferenciant per procés es refereix a la forma en què un estudiant arriba a comprendre i assimilar fets, conceptes i habilitats (Anderson, 2007). Després d'ensenyar una lliçó, un professor pot distribuir als estudiants en petits grups "habilitat" sobre la base de la seva disposició. El mestre llavors lliura a cada grup una sèrie de preguntes, basant-se en el nivell adequat de contingut per a cada grup d'habilitats, en relació amb els objectius de la lliçó. Una altra forma d'agrupar als estudiants podrien basar-se en els estils d'aprenentatge dels estudiants. La idea principal darrere d'això és que els estudiants es troben en diferents nivells i aprenen de diferents maneres, per la qual cosa un mestre no els poden ensenyar a tots de la mateixa manera.
Un altre model d'individualització és el Layered Curriculum, o currículum en capes, ofereix una selecció dels estudiants que requereix que demostrin un aprenentatge. Això elimina la necessitat de preevaluación i és útil per als professors de classe amb càrregues grans, com en la secundària. (Nunley, 2004).

## Producte
El producte és essencialment el que l'estudiant produeix al final de la lliçó per demostrar el domini dels continguts: anàlisi, avaluacions, projectes, informes o altres activitats. Sobre la base dels nivells d'habilitat dels estudiants i els estàndards educatius, els mestres poden assignar als estudiants per completar les activitats que demostren el domini d'un concepte educatiu (redacció d'un informe), o en un mètode que l'estudiant prefereixi (compondre una cançó original sobre el contingut o la construcció d'un objecte tridimensional que explica el domini dels conceptes de la lliçó o unitat). El producte és un component integral del model individualitzat, com la preparació de les avaluacions determina tant el "què" i "com" del lliurament d'instruccions.
Quan un educador diferencia segons el producte o el rendiment, ofereix als estudiants diverses formes de demostrar el que han après de la lliçó o unitat (Anderson, 2007; Nunley, 2006). Es duu a terme mitjançant l'ús de fulles de menú de la unitat, taules d'elecció o llistes obertes d'opcions de productes finals. Té el propòsit de permetre als estudiants mostrar el que han après sobre la base de les seves preferències d'aprenentatge, interessos i punts forts.
```
Exemples d'estructures diferenciades són: Layered Curriculum per nivells d'instrucció, menús d'extensió tic-tac-toe, models Curry / Samara, activitats d'escriptura bassa, i dissenys similars. (Veure enllaços externs a baix)
```

En la instrucció individualitzada, els mestres responen a la preparació dels estudiants, a les necessitats d'instrucció, als interessos i preferències d'aprenentatge i proporcionen oportunitats perquè els estudiants treballin en formats d'instrucció variats. Una classe que utilitza la instrucció diferenciada és una classe professor-facilitador on tots els estudiants tenen l'oportunitat de complir amb els objectius del pla d'estudis. Les classes poden ser d'ara endavant, una instrucció basada proves, en aprenentatge basat en problemes i en un projecte basat en la investigació.

## Aprenent de l'Entorn
La diferenciació a través del mitjà és important, ja que crea les condicions perquè l'aprenentatge es doni de forma òptima. Segons Tomlinson (2003), "L'Ambient d'aprenentatge recolzarà o dissuadirà a l'estudiant per a l'afirmació, la contribució, el poder, el propòsit i el desafiament de l'aprenentatge a l'aula" (p. 37). L'ambient d'aprenentatge inclou la disposició física de l'aula, la forma en què el professor utilitza l'espai, els elements i les sensacions ambientals, incloent la il·luminació, així com l'ambient general de la classe>. l'objectiu del professor és crear un ambient positiu, estructurat, i de suport per a cada estudiant. L'entorn físic ha de ser un lloc que sigui flexible amb diversos tipus de mobles, i les àrees de treball individuals tranquil·les, així com amb àrees per al treball en grup i la col·laboració. Això és compatible amb una varietat de maneres de participar en l'aprenentatge flexible i dinàmic. Els mestres han d'estar alerta a les maneres que l'ambient de la classe recolza la capacitat dels estudiants per interactuar amb els altres de forma individual, en grups petits, o com a classe sencera. Han d'emprar tècniques de gestió de l'aula per a un ambient d'aprenentatge segur i de suport.
En una aula on la teoria de l'ensenyament es basa en la instrucció individualitzada, els estudiants han de sentir-se acollits i segurs. El mestre ensenya per a l'èxit i l'equitat és evident. El professor i els estudiants col·laboren per al creixement mutu i l'èxit. En una aula d'instrucció diferenciada, hi ha una forta raó per diferenciar la instrucció basada en els resultats d'avaluació, la preparació prèvia de l'estudiant, interessos i perfils d'aprenentatge. Totes les instruccions són clarament definides de manera que els estudiants entenguin fàcilment. Els estudiants són conscients de les regles de la classe, rutines i procediments. Existeix un procediment per a totes les activitats realitzades a l'aula. Aquests procediments han de promoure un soroll mínim, reduir al mínim el moviment innecessari, fomentar el compromís en la tasca, tenir un pla per aquells que acaben d'hora, i promoure el treball independent i la responsabilitat.

## Ajudant als pares a aprendre sobre Instrucció Diferenciada.
D'acord amb Carol Ann Tomlinson la majoria dels pares estan ansiosos per veure als seus fills aprendre, créixer, tenir èxit i sentir-se acceptats a l'escola. Compartir aquests objectius és important. Un aula d'instrucció individualitzada pot "tenir un aspecte diferent" del que els pares esperen. El mestre pot ajudar a desenvolupar una comprensió clara i positiva de la instrucció diferenciada i com beneficia als seus fills en facilitar que els pares sàpiguen que:
- L'objectiu de l'ensenyament individualitzat és assegurar-se que tothom creix en totes les habilitats clau i àrees de coneixement, fomentant que l'estudiant surti dels seus punts de partida i de convertir-se en aprenents més independents.
- En una aula d'aprenentatge individualitzat, el mestre avalua i controla els nivells de coneixement, habilitats, interessos per determinar maneres efectives per a tots els estudiants per aprendre; pla de lliçons del mestre s'elabora amb aquestes diverses habilitats, nivells, i interessos al cap.
- Les lliçons diferenciades reflecteixen millor comprensió per part del mestre del que va a ajudar millor a un nen a millorar en la comprensió i habilitat en un moment donat. Aquest enteniment segons evoluciona el curs continua, ja que el nen es desenvolupa, i com a pares també contribueixen a la comprensió dels mestres.
- Quan els pares arriben a l'escola i parlen dels seus fills, comparteixen els seus punts de vista amb el mestre. El professor considera a l'estudiant de manera més àmplia, específicament en relació amb els estudiants de la mateixa edat i a la llum dels punts de referència del desenvolupament. El pare, per contra, té un sentit més profund dels interessos i sentiments de l'estudiant que canvien amb el temps. La combinació de l'òptica de la lent de gran angular del professor amb el tancament de la lent dels pares resulta una imatge més completa per a tothom.

## Crítica
L'ensenyament individualitzat i la seva base en els estils d'aprenentatge ha estat citada com sense fonament empíric en múltiples fonts en la investigació educativa. Aquestes fonts inclouen Mike Schmoker de la Setmana de l'Educació, que estableix en una entrevista amb un arquitecte, en ella va admetre "No hi ha recerca sòlida ni evidència escolar" en suport d'ID> en la investigació educativa, John Geake: "l'evidència mostra consistentment que la modificació d'un mètode d'ensenyament per atendre a les diferències en els estils d'aprenentatge no dona lloc a cap millora en els resultats de l'aprenentatge", i que l'aplicació dels estils d'aprenentatge, citant a VAK "no reflecteixen la forma en què el nostre cervell realment aprèn, ni les diferències individuals que s'observen a les aules " en Ciència psicològica per a l'interès públic, Pashler et al. nota, afegeix: "la literatura no pot proporcionar el suport adequat per a l'aplicació de les avaluacions d'estil d'aprenentatge en l'entorn escolar”. D'altra banda, diversos estudis que utilitzen dissenys de recerca apropiats van trobar proves que contradeien la hipòtesi d'aprenentatge-estils ... [W] i senten que l'ús generalitzat de mesures d'estil d'aprenentatge als centres educatius és imprudent i un balafiament de recursos limitats.